# Henry Levolle
Henry Levolle, né le 27 septembre 1826 à Paris et mort à Clichy le 24 février 1897, est un peintre français.

## Biographie
Henry Louis Levolle est le fils de Réséda Pêche Levolle, marchand de couleurs et adjoint au maire de Saint-Cloud, et de Victoire Nicole Bilhaut.
Élève de Picot et Cogniet, il concourt en 1852 pour le prix de Rome avec La Résurrection de la fille de Jaïre et débute au Salon en 1857.
Il épouse en 1860 Julie Cécile Weber.
Il meurt à son domicile de Clichy, à l'âge de 70 ans.